# Monumentul funerar „Uriașa” de la Cimitirul Eternitatea din Iași
Monumentul funerar „Uriașa” de la Cimitirul Eternitatea din Iași este monumentul funerar amplasat în cadrul cavoului familiei boierești Rosetti din Moldova. În cimitirul Eternitatea din dealul Tătărașilor, se află cavoul ilustrei familii, plasat în cadrul parcelei 2, clasa I. Complexul funerar, proclamat drept monument istoric în lista monumentelor istorice cu codul IS-IV-m-B-21178.04 în anul 2020 , a fost ridicat în memoria fraților Lascăr și Răducanu (cel tânăr) Rosetti la finele secolului al XIX-lea de către urmașii lor. În componența sa regăsim statuia din marmură albă de Carrara, ce o întruchipează pe Fecioara Maria și obeliscul din granit negru. Notorietatea cavoului este redată de monumentul funerar din marmură albă, acesta stârnind apariția mai multor legende urbane care au transformat complexul funerar într-o adevărată atracție turistică. 

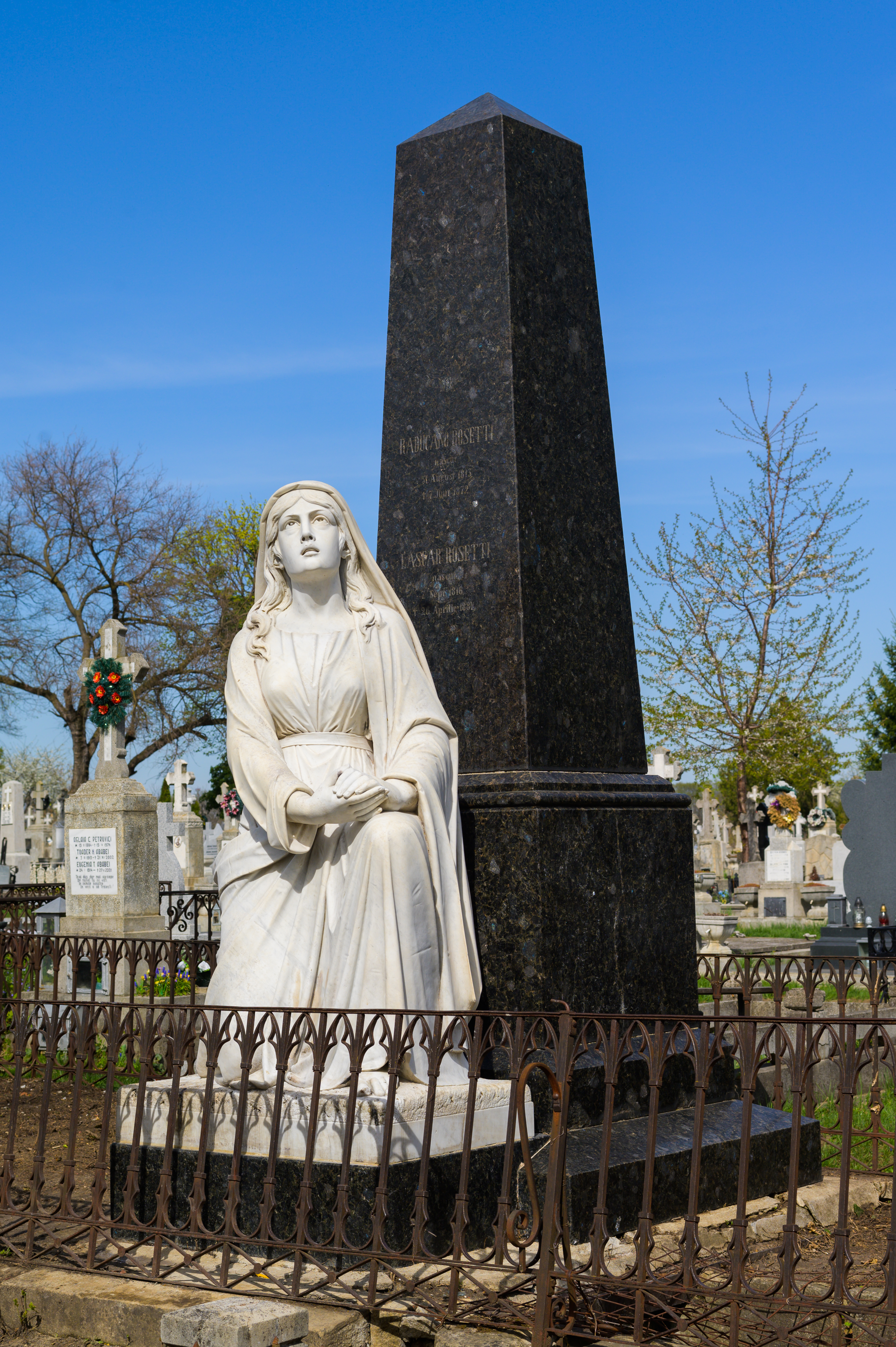
Statuia „Uriașa” și obeliscul cu numele fraților Rosetti în prezent

## Monumentul funerar „Uriașa”
Statuia, numită „Uriașa”, înaltă de 3 metri, din marmură albă de Carrara, sculptată artistic în Viena în anul 1880 este, conform specialiștilor de artă plastică, o ipostaziere clasică (după modelele renascentiste sau neo-renascentiste occidentale, întâlnite cu multe secole înainte în necropolele din Vest), a Fecioarei Maria în rugăciune. Detaliile de execuție sunt comune cu multe alte modele care circulau în epocă în arta monumentelor funerare. Deși sculptorul renumitei statui „Uriașa” nu este cunoscut, ea este o capodoperă sculpturală care a transmis valori nestrămutate de-a lungul multor generații, stârnind în expresivitatea ei o legendă, devenind chiar mai cunoscută decât legenda înfăptuirii orașului Iași. Cert este că, până în acest moment, atât autorul, cât și țara de origine a statuii rămâne un mister, unele surse pronunțându-se pentru Viena, iar altele pentru Italia. Valoarea de execuție a statuii este una impresionantă și expresivitatea personajului este de anvergură. Se știe doar din spusele descendenților celei de a doua familii, fostă proprietară a ansamblului funerar, familia Beldiman, că artistul era vienez. Fiind amplasată după tehnica folosită după care a fost construit turnul Eiffel, respectiv hotelul Traian din Iași, statuia este pusă pe o șină, pentru a evita tasarea materialului de construcție dedesubt din cauza greutății. Atât statuia cât și obeliscul sunt amplasate pe un soclu de marmură neagră.
Inițial existau doar obeliscul, pe care este scris numele fraților Lascăr Rosetti și Răducanu Rosetti, perimetrul din fier forjat și mausoleul cu cinci firide și două osuare, iar după cel puțin jumătate de secol, atunci când ansamblul intră în proprietatea familiei Beldiman, statuia este amplasată, ajungând să se încadreze fericit în ansamblu. Probabil că familia Beldiman și-a dorit să sublinieze profundele convingeri religioase ale boierilor din acea vreme. Ansamblul avea câte un brad de Tuia în fiecare dintre cele patru colțuri, fiind sădiți de pe vremea familiei Rosetti.
La ansamblul monumental „Uriașa” nu s-au mai întreprins lucrări de întreținere de foarte multă vreme, astfel că imaginea obiectivului era a unei paragini în care statuia nu mai avea nicio strălucire și ecou. Nu există niciun document care să ateste realizarea unei lucrări de întreținere sau de igienizare din secolul al XIX-lea până la actualul proprietar, astfel încât monumentul a fost găsit într-o stare avansată de degradare. Marmura albă de Carrara își pierduse strălucirea din cauza uzurii și a intemperiilor, dar și a altor cauze care au dus la o deteriorare avansată. Totuși, cel puțin statuia din ansamblu a fost igienizată de curând, prin grija proprietarului, Gianina Vera Poroșnicu, având un istoric de restaurare a monumentelor istorice ieșene din Cimitirul Eternitatea. Deși e din marmură albă cu o execuție artistică de excepție, statuia zăcea, de decenii, într-o degradare care îi făcea pe vizitatori să spună, în glumă, că este realizată din marmură neagră. Acum i-au fost redate caracteristicile inițiale și statuia este în stare foarte bună. Ceea ce este de remarcat este obeliscul, realizat din granit negru, care a rămas aproape intact în toți anii de la amplasarea lui, având doar câteva urme de gloanțe din pricina luptelor din Primul Război Mondial care s-au desfășurat în cimitir.  
Mausoleul, realizat în stil capelă, probabil pentru a facilita slujbele religioase, unde au fost îngropați cei doi frați Rosetti, are 29 m2, iar înainte de igienizare era într-o stare greu de descris. Gardul mic care împrejmuia monumentul, împreună cu banca din interior fuseseră furate, iar datorită timpului și a eroziunilor, suporții de beton ai gardului au alunecat, deteriorând monumentul și mai mult. Gardul, despre care nu se știe dacă a fost realizat în prima sau a doua perioadă, a fost lucrat manual cu ornamente din bronz masiv, întruchipând siluete de oameni, care sugerează unitatea și sfințenia în fața lui Dumnezeu. Ușa mausoleului, ușița de intrare în monument și portița de fier forjat au dispărut în timp, elemente care contribuiau la peisajul degradant al monumentului funerar.

## Istoric

### Perioada fraților Rosetti
Conform surselor de arhivă, complexul funerar al familiei Rosetti datează din 24 iulie 1884 și a fost realizat de meșterul Vasile I. Placa. Cavoul și statuia a fost realizate la cererea urmașilor fraților Rosetti, Ana și Gheorghe Catargiu. Potrivit genealogiei realizate de generalul Radu R. Rosetti, s-au putut înfăptui biografiile celor două personalități ieșene a căror nume sunt gravate pe obeliscul din granit negru.
Lascăr Rosetti (7 septembrie 1816 — 28 aprilie 1884) fiu al hatmanului Răducanu Rosetti și al Eufrosinei Manu, a fost vornic, președinte al Divanului de Apel, unul din premergătorii Revoluției de la 1848 și, mai cu seamă, întâiul ministru de finanțe al guvernului domnitorului Alexandru Ioan Cuza. Din lucrarea genealogistului, aflăm că a rămas în funcția de ministru doar 8 zile, fiind mustrat de abuzuri și corupție, astfel optând pentru demisie. De asemenea, nu a fost căsătorit și nu a avut urmași. În amintirile nepotului său, Radu Rosetti a fost consemnată data și locul morții, 28 aprilie 1884, la Iași.
Răducanu Rosetti (cel tânăr) [3] (31 august 1813 — 6 iunie 1872) s-a bucurat de o notorietate asemănătoare fratelui său, Lascăr. A fost ispravnic al ținutului Iași, cu rangul de agă, vornic, președinte al Divanului de Apel etc. Declarat un unionist convins, acesta fusese căsătorit cu fiica domnitorului Grigore Al. Ghica al V-lea, Aglae Ghica. Din nefericire, activitatea sa politică avea să fie afectată de anumite probleme de sănătate, fapt ce a determinat retragerea sa de pe scena politică la moșia de la Căiuți (jud. Bacău) unde a și încetat din viață la 6 iunie 1872.

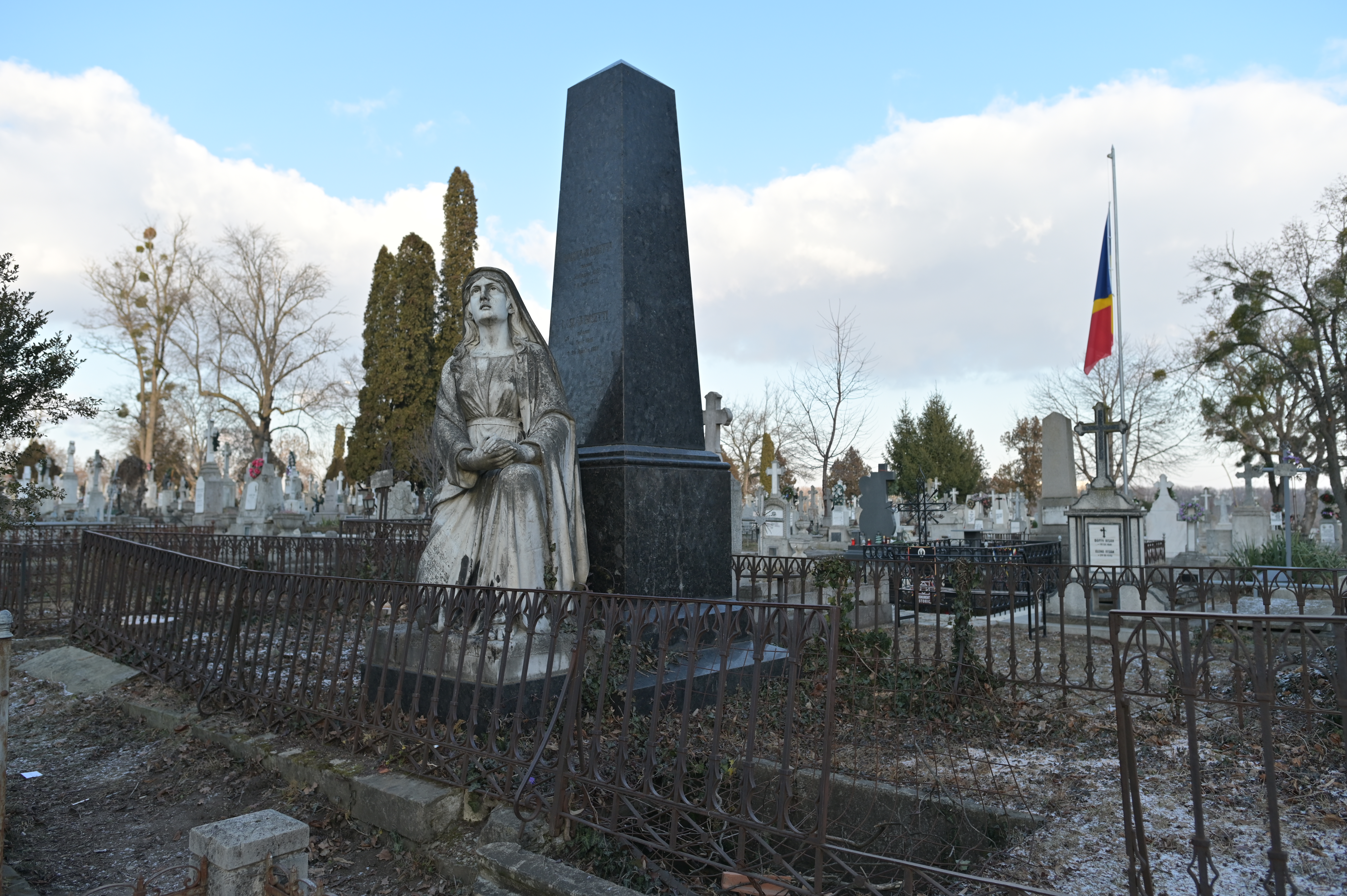
Monumentul funerar „Uriașa” înainte de igienizare

Pe fondul celor menționate, enunțăm că pe obeliscul din cadrul cavoului sunt trecute ambele nume ale fraților Rosetti, însă doar Lascăr este cel înmormântat la Eternitatea. Piatra de mormânt a unionistului Răducanu (cel tânăr) o regăsim la Căiuți. Până în acest moment, nu au fost identificate documente care să certifice mutarea osemintelor lui Răducanu în cavoul familial din cimitirul Eternitatea, Iași. Pe de altă parte, tindem să notăm și câteva consemnări eronate aflate pe obeliscul din granit negru, anume anul și ziua morții lui Lascăr, iar în cazul lui Răducanu, ziua morții. Din actele de stare civilă aflăm că Lascăr Rosetti s-a stins din viață la 28 aprilie 1884, iar pe obelisc a fost trecută data de 26 aprilie 1887. Cât privește data morții lui Răducanu, acesta a încetat din viață la 6 iunie 1872, iar pe obelisc regăsim ziua de 7 iunie, același an. Până în momentul de față, nu ne putem pronunța în privința acestor erori.
După moartea celor doi frați, copiii și nepoții au beneficiat de o moștenire generoasă. Pentru a marca prestigiul familiei, succesorii au luat decizia de a realiza o construcție funerară de anvergură. Principalul moștenitor a fost Ana Rosetti, nepoata lui Lascăr și fiica lui Răducanu. Din anul 1884, aceasta ia numele de Catargiu prin căsătoria cu Gheorghe Catargiu, fratele Mariei Obrenovici și unchiul regelui Milan I al Serbiei . Cei doi sunt răspunzători pentru construirea cavoului (1884), comandarea monumentului din marmură albă de Carrara din Italia și amplasarea lui în anul 1885.

### Perioada Beldiman, perioadă când este adusă statuia Uriașa, care o reprezintă pe Fecioara Maria
În secolul al XX-lea, cavoul Rosetti a fost deținut de familia Beldiman prin moștenire. Făuritorii s-au stins din viață treptat, iar complexul a fost preluat de Radu Rosetti, fratele Anei și fiul lui Răducanu (cel tânăr), care la rândul său l-a lăsat moștenire fiicei sale, Magdalena Răducanu Rosetti. Cea din urmă, s-a căsătorit cu fiul diplomatului Alexandru A. Beldiman, Victor Beldiman și, probabil, prin intermediul acestui mariaj, cavoul fraților Rosetti a intrat în posesia familiei Beldiman. Conform arborelui genealogic , în urma căsătoriei dintre Magdalena și Victor au rezultat doi gemeni, Alexandru și Radu, ultimul fiind cel care a vândut cavoul anticarului Dumitru I. Grumăzescu. Aceste ipoteze au fost confirmate de mărturiile orale obținute în urma discuțiilor cu ultimii rămași în viață din familia Beldiman, Ioana și Alexandru Beldiman.

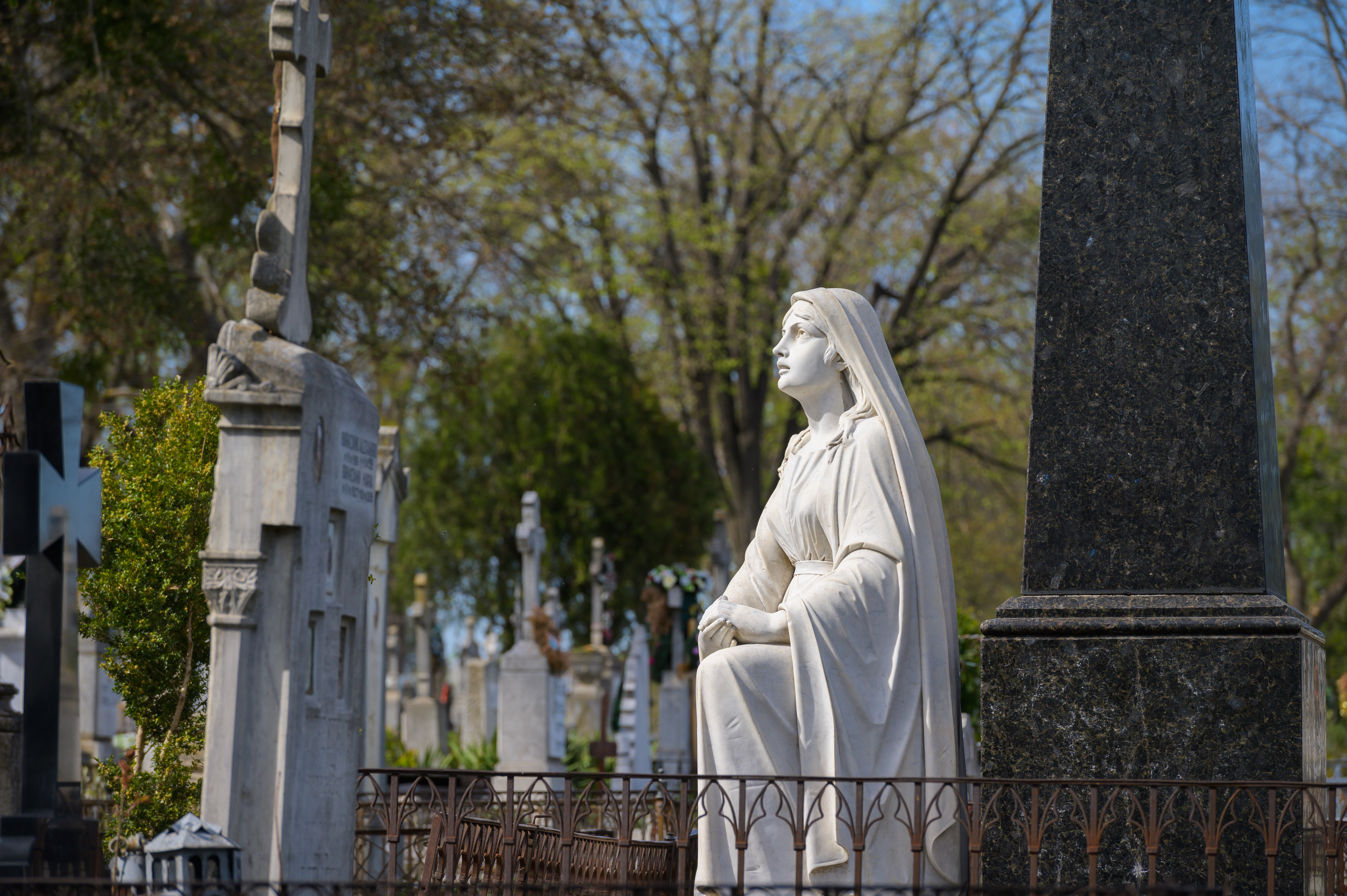
Monumentul funerar „Uriașa” după igienizare, în prezent

### Perioada anticarului ieșean Dumitru I. Grumăzescu
Regretatul Dumitru I. Grumăzescu a intrat în posesia locului de mormânt la sfârșitul anilor '90, când Radu Beldiman, în urma unei încercări eșuate de a dona locul Uniunii Scriitorilor Români, a decis să-l vândă bunului său prieten de la Iași. Anticarul este cel care a încercat să ofere o variantă de deslușire a „misterului” monumentului funerar pe care, după spusele sale, a preluat-o de la fostul proprietar. Anticarul a declarat că statuia ar fi fost comandată de către Vasile Beldiman de la Viena, lucru pe care îl considerăm imposibil. Pe de o parte, Vasile Beldiman moare în anul 1871, timp în care ambii frați Rosetti erau în viață și, pe de altă parte, cavoul nu exista în acea vreme, fiind construit abia în anul 1885. Expunerea lui Grumăzescu nu trebuie însă neglijată, fiind înrădăcinată în istoricul monumentului o lungă perioadă de timp. Drept urmare, ea face parte din frumoasa poveste a „Uriașei” de la Eternitatea.

### Situația curentă
În anul 2022, complexul funerar a intrat în posesia avocatei Gianina Vera Poroșnicu.

## Legenda „Uriașa”
Se spune că statuia „Uriașei” de la Eternitatea întruchipează o fetiță din urbea Iașiului care suferea de gigantism. În urmă cu un secol și jumătate, ar fi trăit în acest oraș o tânără copilă a cărei înălțime atingea aproximativ 3 metri. Legenda spune că în acea perioadă, dispăreau foarte multe persoane, iar localnicii intuiau că animalele sălbatice, precum urșii și lupii, sunt vinovate de această întâmplare. Drept urmare, s-a luat decizia de a ucide animalele, însă cu toate acestea, oamenii continuau să dispară și de fiecare dată când cineva dispărea, apa Bahluiului se înroșea, lucru ce desemna moartea cuiva. Martor la cele întâmplate, tatăl fetei a luat decizia de a o urmări pe fiica sa, bănuind că ea este cea care curma viețile localnicilor. Aflându-se pe urmele sale, bănuiala tatălui avea să se împlinească în clipa în care a zărit-o pe fiică ucigând un om. În consecință, acesta a luat decizia de a o împușca, îngropând-o fără slujbă și în poziția în care se afla în momentul incidentului, în genunchi și cu mâinile împreunate. În urma acestei posturi, deducem felul în care a fost realizată statuia aflată în cadrul cavoului familiei Rosetti. Este evident că multe alte legende se plimbă prin inima Iașiului și a întregii țări, însă trebuie să amintim că acestea țin de domeniul fantasticului și că adevărul istoric este cu totul altul.  Arhivat în 30 martie 2023, la Wayback Machine.